# Allen Boyd
Fred Allen Boyd, Jr. (Valdosta, 6 giugno 1945) è un politico statunitense, membro della Camera dei Rappresentanti per lo stato della Florida dal 1997 al 2011.

## Biografia
Nato in Georgia, Boyd studiò all'Università statale della Florida e successivamente lavorò nella fattoria di famiglia.
Entrato in politica con il Partito Democratico, nel 1989 venne eletto all'interno della legislatura statale della Florida e vi rimase per otto anni, fin quando nel 1996 fu eletto alla Camera dei Rappresentanti per il seggio lasciato dal compagno di partito Pete Peterson. Negli anni successivi Boyd fu riconfermato per altri sei mandati, ma nel 2010 fu sconfitto dal repubblicano Steve Southerland e lasciò il Congresso dopo quattordici anni.
Ideologicamente, Allen Boyd era considerato un moderato.